# Gallzein
Gallzein est une commune autrichienne du district de Schwaz dans le Tyrol.